# 佩廷
佩廷，是西班牙加利西亚自治区奥伦塞省的一个市镇。总面积31平方公里，总人口1131人（2001年），人口密度36人/平方公里。